# Acalolepta similis
Acalolepta similis es una especie de escarabajo longicornio del género Acalolepta, tribu Monochamini, subfamilia Lamiinae. Fue descrita científicamente por Breuning en 1938.
Se distribuye por Timor Oriental. Mide aproximadamente 27 milímetros de longitud.